# Джо Дейвис
Джо Дейвис (на английски: Joe Davis) е английски професионален играч на билярд и снукър. Той е смятан за баща на съвременния снукър и за един от най-големите играчи в историята.
Роден е в село Уитуел, графство Дарбишър и става професионален играч на билярдни игри, когато е на 18 години. Когато е на 13 години той печели първенството по билярд в Честърфийлд, а на 25-годишна възраст достига до финал на Световното първенство по билярд. Скоро след това Джо Дейвис започва да се занимава и със снукър. През 1927 г. той става един от организаторите на първото Световно първенство по снукър. Той става победител в състезанието като на финала побеждава Том Денис с 20 на 10 фрейма и получава награда на стойност 6,1 паунда. Джо Дейвис печели всяко проведено Световно първенство до 1946 г., а продължава да играе професионално снукър до 1964 г.
Той е също световен шампион по билярд от 1928 г. до 1932 г.
През 1950-те години Джо Дейвис прави опит да популяризира нова игра – Снукър Плюс. Тя се основава на снукъра но към цветните топки са добавени още две – оранжева и лилава.
Джо Дейвис става автор на първия официален брейк от 147 точки през 1955 г. Официално той е побеждаван само 4 пъти в рамките на професионално състезание.
Братът на Джо Дейвис – Фред Дейвис, който е с 12 години по млад от Джо, също е един от най-големите играчи в снукъра. Той е трикратен световен шампион по снукър. Двамата братя се изправят един срещу друг на финала на световното първенство по снукър през 1940 г. и Джо Дейвис побеждава с 37 на 36 фрейма.
През 1963 г. Джо Дейвис е награден с Орден на Британската империя.
Той умира два месеца след като наблюдава брат си в полуфинала на световното първенство по снукър през 1978 г.
Джо Дейвис няма роднинска връзка с играча на снукър Стив Дейвис.